# Maria-Schutz-Kirche (Berlin)
Die Maria-Schutz-Kirche (russisch Храм Покрова Пресвятой Богородицы, deutsche Selbstbezeichnung Schutz der Gottesmutter) ist ein Kirchenbau der Russischen Orthodoxen Diözese des orthodoxen Bischofs von Berlin und Deutschland in der Wintersteinstraße im Berliner Ortsteil Charlottenburg des Bezirks Charlottenburg-Wilmersdorf. Sie gehört zur Berlin-Deutschen Diözese der Russisch-Orthodoxen Kirche außerhalb Russlands. Am Eingang der Wintersteinstraße steht der Name in Kurzform: Russische Orthodoxe Kirche im Ausland, Körperschaft des öffentlichen Rechts.

## Geschichte
Das Gemeindezentrum befand sich ursprünglich in der ersten Etage eines Mehrfamilienhauses in der Kulmbacher Straße in Wilmersdorf und war für die im 20. Jahrhundert stark gewachsene russische Gemeinde zu klein. Die Gemeinde kaufte im Jahr 2007 vom Bezirksamt Charlottenburg-Wilmersdorf das Grundstück samt einer darauf stehenden Kindergarteneinrichtung. Auf dessen Grundmauern entstand mit Elementen anderer christlicher Einrichtungen ein neues Gotteshaus. Zuerst nutzte die Gemeinde für ihre Gottesdienste nur die Räume im Erdgeschoss, während das erste Stockwerk und das Dach umgestaltet wurden. Das Sakralgebäude wurde am 7. März 2008 an Erzbischof Mark Arndt von Berlin und Deutschland und an den Gemeindepriester André Sikojev feierlich übergeben. Die am 13. Oktober 2009 aufgesetzten vergoldeten Zwiebeltürme stammen aus dem Kiewer Höhlenkloster. Die Ikonen der Gottesmutter über den Eingängen im Erdgeschoss und der Haupttreppe stammen von der Ikonenmalerin Tamara Rouart. Die goldenen Dachumrandungen und Giebeleinfassungen sind Anklänge an Gestaltungselemente der Wiener Sezession.

## Beschreibung und Ausstattung

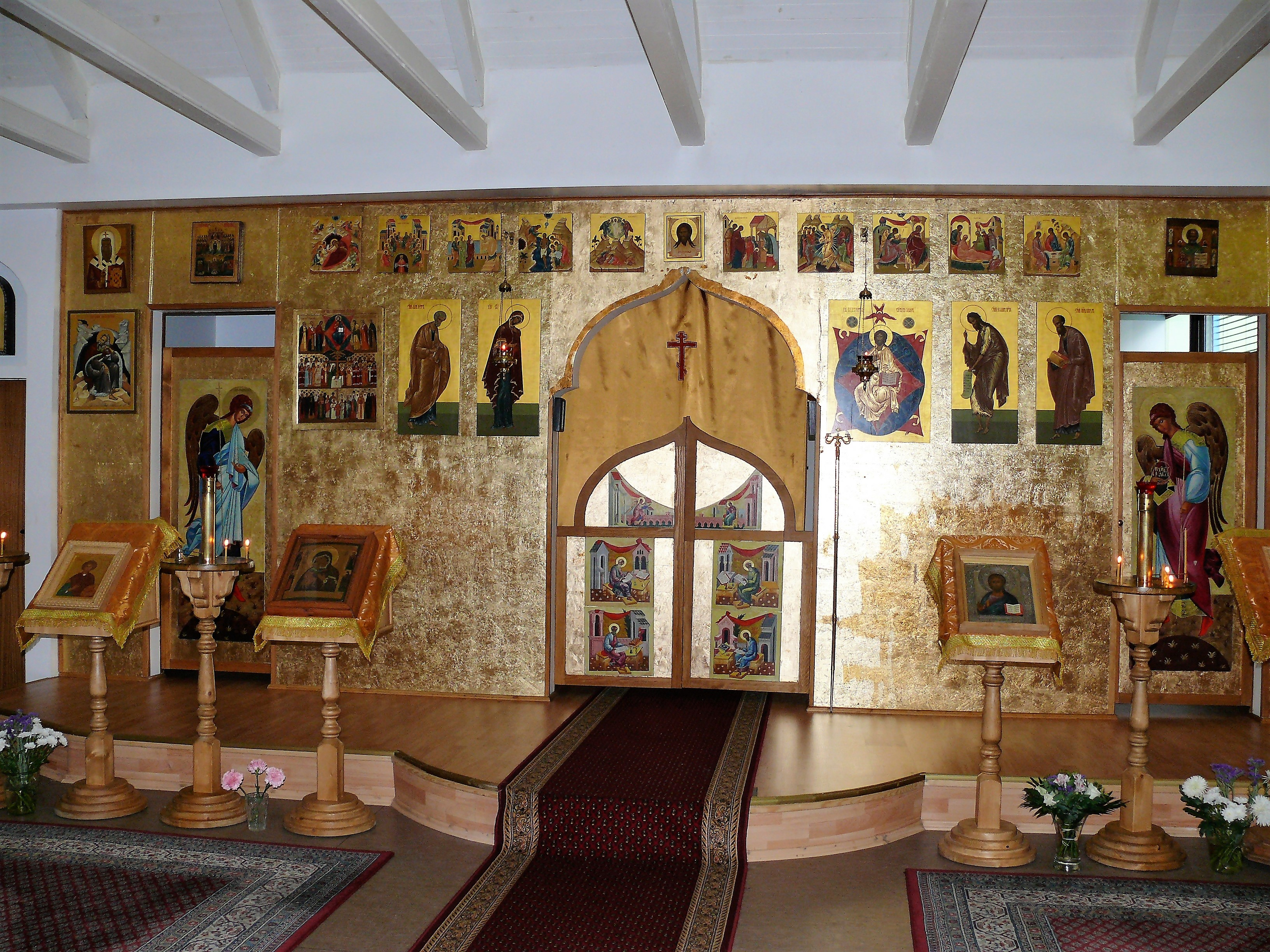
Ikonostase

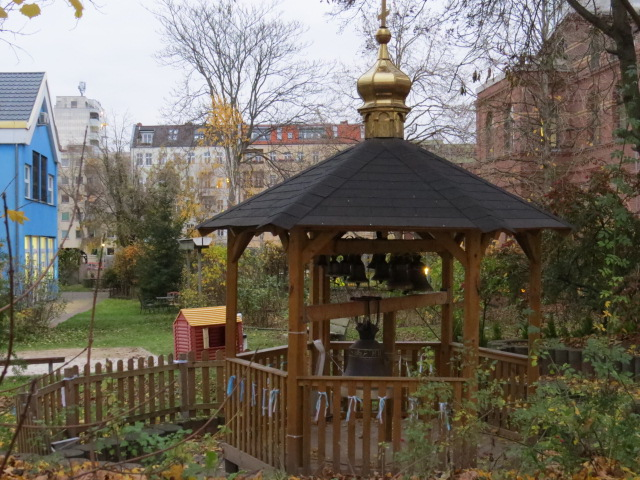
Glockenpavillon

Das mehrgieblig gestaltete Gotteshaus bietet bis zu 400 Gläubigen Platz. Im Untergeschoss befinden sich eine Sakristei, eine Hostienbäckerei sowie Räume für kirchliche Veranstaltungen. Als Kulturzentrum der ältesten Berliner russisch-orthodoxen Gemeinde sind in dem Gebäude außerdem Gemeindesaal, Büroräume, Jugendräume, Musiksaal, Bibliothek, Küche und Pilgerwohnung untergebracht. Der russische Altar stammt aus einer dem St. Sergius von Radonesch gewidmeten Pfarrkirche, der Ort ist auf der Homepage nicht angegeben.
Im Kirchenraum werden die Reliquien des Hl. Großmärtyrers Pantelejmon, des Hl. Seraphim von Sarov, der Hl. Großfürstin und Neumäryrerin Elisabeth, des Hl. Erzbischofs Johann von Schanghaj und San Francisco, des Hl. Neumärtyrers Wladimir von Kiew sowie die Reliquien Aller Heiligen Väter des Kiewer Höhlenklosters zur öffentlichen Verehrung bewahrt.
Die neuen Ikonen der Ikonenwand stammen alle aus dem 20. und 21. Jahrhundert und wurden von den Ikonenmalern Wladimir Schelechow und Tamara Rouart geschrieben.
Im vorderen Gartenbereich der Kirche befindet sich das mehrstimmige Geläut unter dem Dach eines hölzernen Pavillons mit sechseckigem Grundriss. Das Glockenensemble wird nach russischer orthodoxer Art von einem professionellen Glöckner und ausgebildetem Musiker vor Ort nach alter Tradition über Seilzüge bedient.